# Lasionycta carolynae
Lasionycta carolynae là một loài bướm đêm thuộc họ Noctuidae. Nó được tìm thấy ở dãy núi Ogilvie và Richardson ở Yukon.
It is diurnal và flies over shale scree slopes. Adults feed on Dryas octopetala và Silene acaulis ở dãy núi Ogilvie và a Saxifraga species ở dãy núi Richardson.
Sải cánh dài 30–32 mm đối với con đực và 33 mm đối với con cái. Con trưởng thành bay từ cuối tháng 6 và đầu tháng 7.